# Luciano Mascia

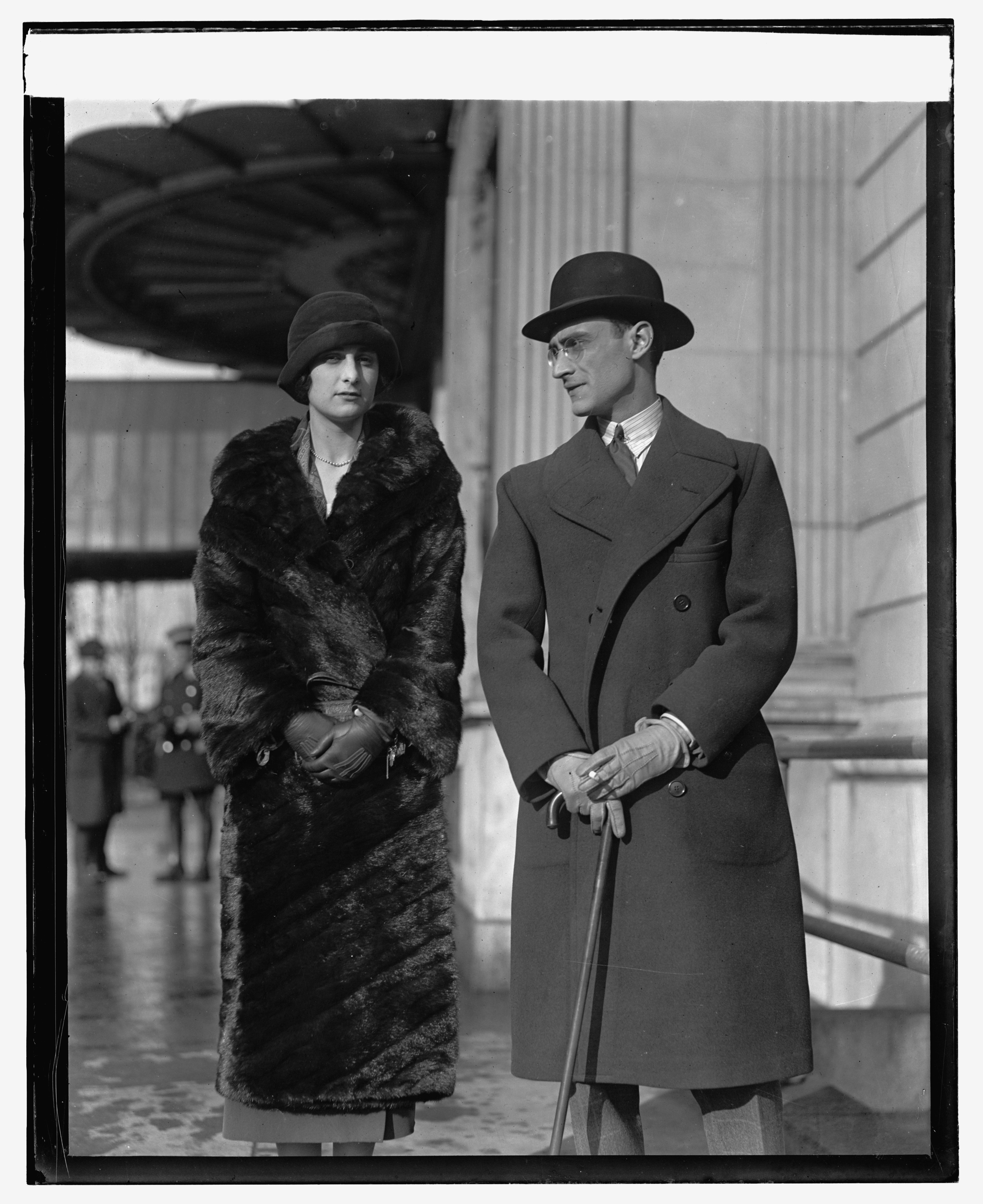

Luciano Mascia (Tunisi, 1897 circa – dopo 1960) è stato un diplomatico italiano, il primo a rappresentare l'Italia alle Nazioni Unite.

## Biografia
Combatte come soldato nella prima guerra mondiale; nel 1920 si laurea in giurisprudenza e, tre anni dopo, è ammesso alla carriera diplomatica a seguito di concorso.
Dal 1924 al 1929 è in servizio a Washington. Rientrato al ministero, nel 1933 è nominato membro della delegazione italiana alla conferenza economica di Londra e poi della delegazione italiana alla 73ª sessione del consiglio della Società delle Nazioni. Dal 1934 al 1938 è assegnato a Berna e, poi, a Mosca, sino al 1941. È poi nominato segretario generale degli affari civili delle isole Ionie, con destinazione Corfù, sino al 1943, quando rientra al ministero.
Dopo due anni a Madrid (1944-1946), Mascia è nominato inviato straordinario e ministro plenipotenziario di 1ª classe (1947). Successivamente è destinato a Washington, dove resta altri tre anni.
Dal 1950 al 1951 è a New York nel ruolo di "osservatore" con funzioni di rappresentante permanente per l'Italia presso le Nazioni Unite. L'Italia, infatti, sarà ammessa nell'organizzazione internazionale solo nel 1955. In tale veste, esprime l'apprezzamento del governo italiano alla linea degli Stati Uniti per la soluzione della crisi coreana. Tra il 1951 e il 1953 è destinato a L'Avana, con funzioni di ambasciatore.
Rientrato nuovamente al ministero, nel 1955 Mascia è incaricato delle funzioni di direttore generale per l'emigrazione; nel 1960 è consigliere della corte dei conti.